# Мало (Пескара)
Мало (итал. Mallo) је насеље у Италији у округу Пескара, региону Абруцо.
Према процени из 2011. у насељу је живело 61 становника. Насеље се налази на надморској висини од 382 м.